# Snabelpungdjur
Snabelpungdjur (Tarsipes rostratus) är en djurart i underklassen pungdjur, den enda i familjen Tarsipedidae och i släktet Tarsipes. Denna art förekommer i sydvästra Australien. Den livnär sig av nektar och pollen och är genom detta betydelsefull för blommornas pollinering.

## Utseende
Vuxna hanar av snabelpungdjur blir 6,5-8,5 cm långa och honor 7,5-10 cm (huvud och bål). Hanarnas gripsvans är 7-10 cm lång och honornas 7,5-10,5 cm. Vikten ligger för hanar på 7-11 gram och för honor på 8-16 gram.
Pälsen är gråbrun på djurets sidor och rygg och skuldran är rödaktig. Kännetecknande är tre längsgående streck på ryggen, där den mellersta är mörkbrun (nästan svart) och sträcker sig från bakhuvudet till svansens rot. De två andra strecken är kortare och ljusbruna. Bukens färg är écru. Ögonen och öronen är stora och nosen är liksom hos näbbmöss lång och spetsig. Gripsvansen saknar nästan helt hår.
Tänderna är anpassade till djurets speciella föda. Snabelpungdjuret har 22 tänder och tandformeln är I 2/1 C 1/0 P 1/0 M 3/3. De bägge framtänderna i underkäken är de enda tänderna som är fullt utvecklade, de övriga tjugo tänderna är bara små koner.
Av snabelpungdjurets fem tår är den första på bakfoten motsättlig vilket möjliggör säkrare klättring. Djuret har en liten klo på bakfotens andra och tredje tå medan resterande tår har naglar.

## Utbredning och biotop
Snabelpungdjuret har ett mycket begränsat utbredningsområde och lever uteslutande vid Australiens sydvästra kust. Utbredningsområdet sträcker sig sydöst från staden Geraldton till Esperance. Det förekommer huvudsakligen i öppna och halvöppna busk- eller hedbiotoper och i öppna skogar.
Habitatmässigt är det särskilt viktigt för arten att ha tillgång till en mångfald av blommande växter då den måste ha nektar och pollen året runt, och till skillnad från nektarlevande fåglar så kan den inte lätt förflytta sig några längre sträckor för att finna nya tillgångar. Hanarna är mer rörliga än honorna men även de stannar i ett revir som är cirka 0,8 hektar stort och vandrar maximalt 500 meter per natt.

## Levnadssätt

### Allmänt
Snabelpungdjuret är oftast aktivt på natten och har bra hörsel men det födosöker huvudsakligen med syn- och luktsinnet. De är främst aktiva mellan klockan sex och åtta på morgonen, mellan klockan fem och sju på kvällen och mellan klockan halv tolv och halv två på natten, och det är vid den sistnämnda tiden som de oftast söker föda. Vid andra tider vilar eller sover djuret. Snabelpungdjuret är en skicklig klättrare. Det lever huvudsakligen i buskvegetation nära marken. Svansen används som en "femte hand" eller för att hålla balansen. Under vilotiden vistas de i bon som de bygger av växter eller i lediga fågelbon.
Dessa djur lever ensamma och har fasta revir som är cirka 1300 m² (hanar) till 700 m² (honor) stora. Honorna är oftast dominerande och lever med sina ungar i de områden som är rikast på föda men reviren överlappar oftast varandra. Kommunikationen mellan de olika individerna sker genom gälla läten och med dofter från starkt doftande utsöndringar från doftkörtlar.

### Fortplantning
Snabelpungdjuret blir könsmoget vid ungefär sex månaders ålder. Parningen sker vanligtvis tidigt på sommaren och hanen lämnar därefter honan direkt. Undersökningar av DNA har visat att ungar i samma kull kan stamma från olika fäder. Dräktigheten varar 21-28 dagar och varje kull består vanligtvis av två ungar. Ungarna vägar bara fem milligram vid födseln och vilket är bland det allra minsta som förekommer bland däggdjur. Efter födseln förflyttar de sig över moderns buk till hennes pung (marsupium) och diar där vid en av moderns spenar i cirka åtta veckor tills de har fått päls, vilket möjliggör ett liv utanför pungen. Efter att ungarna har kommit ut ur pungen stannar de ofta vid ett skyddat ställe (till exempel en hålighet i ett träd) under tiden då honan letar efter föda. De kan även klamra sig fast på moderns rygg och på så sätt följa med henne. Efter ungefär elva veckor, när ungarna har blivit för tunga för att bäras, slutar honan att ge di och ungarna börjar bygga sina egna bon. Medellivslängden ligger på ett år men enskilda individer kan bli upp till två år gamla.

### Beteende vid kyla
På grund av att snabelpungdjuret har en förhöjd ämnesomsättning och kroppstemperatur, försätts de, vid kyligare perioder eller vid brist på föda, i ett stelt tillstånd (torpor) där kroppstemperaturen sjunker till 5°C. I detta tillstånd kan de överleva i upp till tio timmar. Vid kyla sitter ungdjuren ofta tätt intill varandra i pungen för att spara energi.

### Föda
Snabelpungdjuret är specialiserat på nektar och pollen och slickar i sig dessa med sin långa, grova och borstliknande tunga. Tungan kan sträckas 2,5 cm utanför munnen. Det tar ungefär sex timmar för det att processa maten tills den blivit avföring. Nektar utgör dess huvudsakliga energi- och vätskekälla. Genom djurets specialiserade njurar har det förmågan att utsöndra det överflödiga vattnet. På detta sätt tappar djuret ibland mer vatten per dag än det upptar. Snabelpungdjuret föredrar de oansenliga blommorna av banksior och släktet Dryandra som kan ha 250 till 2500 blommor inom räckhåll nära marken. Ibland hänger snabelpungdjur från en gren med huvudet nedåt för att nå sina näringskällor. Endast sällan äter snabelpungdjur insekter. Men individer i fångenskap har visat skicklighet att fånga flugor i luften.

## Ekologisk betydelse

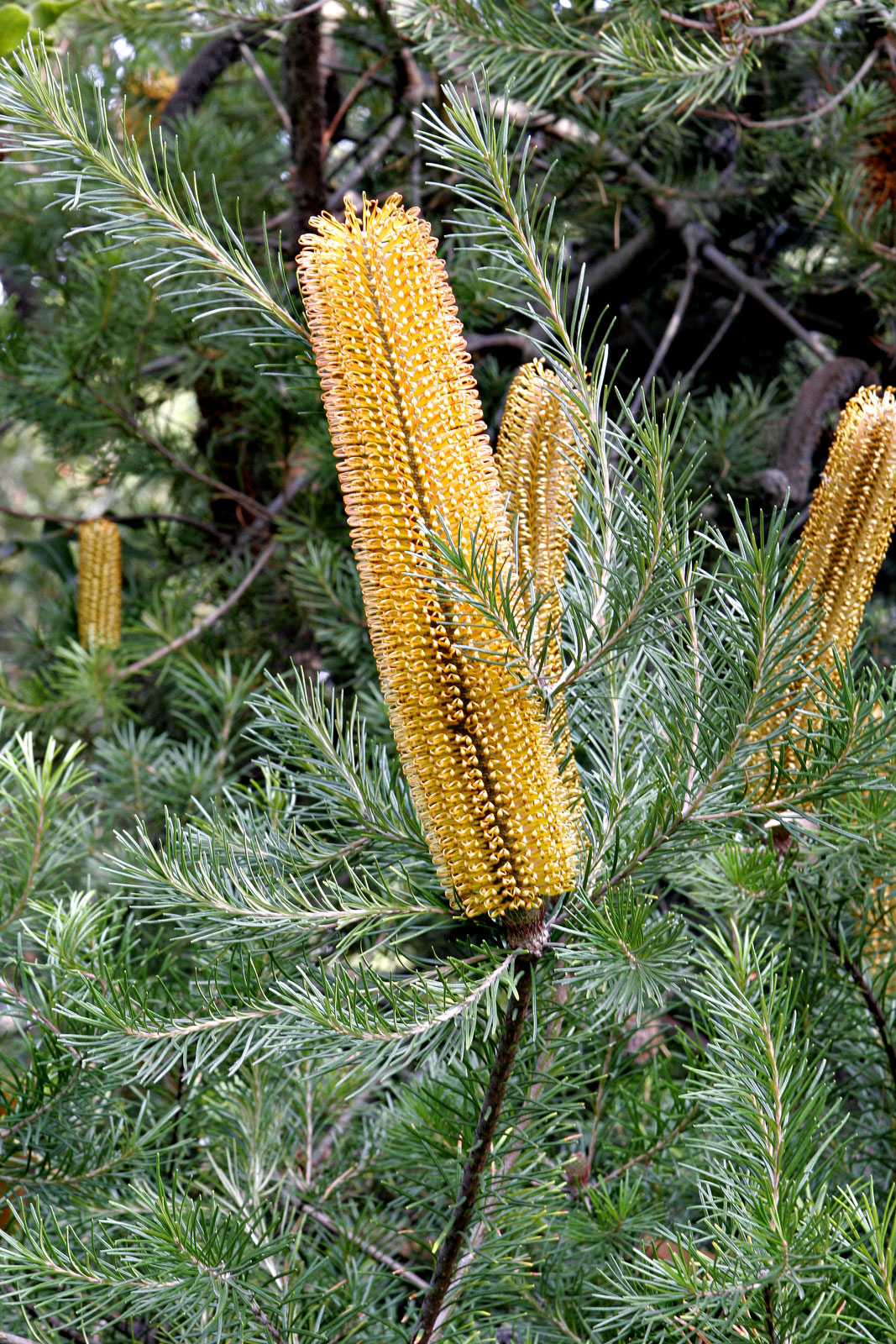
Blomställning av Banksia ericifolia

Snabelpungdjuret är särskilt betydelsefullt för pollineringen av proteaväxter, särskilt för släktet Banksia. Dessa växter är anpassade för pollinering av däggdjur genom en robust blomställning, en hög andel nektar och pollen, samt en stark doft. Pollineringen sker genom att pollen fastnar i snabelpungdjurens päls och på detta sätt förflyttas från blomma till blomma. Snabelpungdjuren är därför en viktig ekologisk pusselbit i de sydvästaustraliska hedområdena.

## Taxonomi och evolution
Snabelpungdjuret är den enda arten i familjen Tarsipedidae. Tidigare räknades djuret till familjen klätterpungdjur men skiljdes därifrån på grund av olikheter i morfologi. DNA-DNA-hybridisering och andra undersökningar visade att djuret troligtvis utgör en systergrupp till familjen dvärgflygfalanger (Acrobatidae). Det antas att snabelpungdjuret skilde sig jämförelsevis sent från andra pungdjur. De äldsta fossila fynden av arten eller dess närmaste släktingar stammar från pleistocen och är inte äldre än 35 000 år. Troligtvis började separationen för cirka 20 miljoner år sedan i miocen tidsålder.
Det vetenskapliga namnet för släktet, Tarsipes, är sammansatt av Tarsius (namnet för spökdjuret) och det latinska ordet pes (=fot). Detta hänvisar till likheter mellan snabelpungdjurets och spökdjurets fötter. För arten fanns länge två vetenskapliga namn, Trasipes rostratus och Tarsipes spenserae. Bägge namn uppkom 1842 och det var länge omstritt vilket som skulle användas. De giltiga namnet är Tarsipes rostratus vilket fastslogs 1981 av J. A. Mahoney..
Med namnet Tarsipes spenserae hedrades Lady Eliza Lucy Grey (hennes efternamn var Spencer före vigseln), hustru till kolonialpolitikern George Grey.

## Status
I sitt utbredningsområde är snabelpungdjuret förhållandevis talrika men på grund av människans inverkan blir deras utbredningsområde allt mindre. Trots att röjning är förbjuden minskar hedarna. Dessutom är introducerade arter som räv och särskilt tamkatt ett starkt hot för snabelpungdjuret.